# Maximilian de Angelis
Maximilian de Angelis (* 2. Oktober 1889 in Budapest, Österreich-Ungarn; † 6. Dezember 1974 in Graz) war ein österreichischer Generalmajor, deutscher General der Artillerie und Oberbefehlshaber zweier Armeen im Zweiten Weltkrieg.

## Leben
Angelis war der Sohn eines k.u.k. Hauptmanns. Nach dem Besuch der Militär-Unterrealschule in Eisenstadt und der Militär-Oberrealschule in Mährisch-Weißkirchen kam er an die Theresianische Militärakademie in Wiener Neustadt und wurde am 18. August 1908 als Leutnant zum k.u.k. Feldkanonenregiment 42 in Steyr ausgemustert.

### Erster Weltkrieg
Nach der Beförderung zum Oberleutnant am 1. August 1914 und der Ernennung zum Kommandanten der 2. Batterie des Regiments am 7. September 1914 zog er in die Kämpfe nach Galizien und Südpolen.
Am 1. Juli 1915 wurde de Angelis in den Stab der Kaiserjägerdivision versetzt und fand dort ab dem 9. Oktober 1916 als Generalstabsoffizier in der 2. Kaiserjägerbrigade Verwendung. Kurzzeitig wurde er in die 1. Kaiserjägerbrigade bzw. zur 88. Infanteriebrigade versetzt. Während dieser Zeit wurde er am 1. Mai 1917 zum Hauptmann befördert.

### Zwischenkriegszeit
Am 3. November 1918 geriet er in italienische Kriegsgefangenschaft, aus der er am 12. Oktober 1919 entlassen wurde. Danach trat Angelis als Hauptmann in das österreichische Bundesheer ein und wurde am 8. Juli 1921 zum Major ernannt. Ab dem 1. Januar 1926 arbeitete der Stabsoffizier im Generalstab des Brigadekommandos 3 in St. Pölten und wurde von dort am 1. November 1927 als Taktiklehrer an die Heeresschule Enns versetzt. Während seiner dortigen Lehrtätigkeit erhielt er am 15. Januar 1929 die Beförderung zum Oberstleutnant, worauf er am 1. September 1933 zum stellvertretenden Kommandanten der Offiziersakademie ernannt und am 28. Juni 1933 Oberst wurde.
Nach seiner Ernennung zum stellvertretenden Kommandanten der 1. Brigade am 1. September 1933 kam de Angelis am 1. September 1934 in das Bundesministerium für Landesverteidigung zur dortigen Abrüstungs-Konferenz (Chef-Abteilung 1). Am 1. August 1935 wurde er als stellvertretender Kommandant und Lehrer für Operative Kriegsführung der Höheren Offizierskurse nach Wien versetzt.
Er gehörte zu den eifrigsten Anhängern des Nationalsozialismus im Bundesheer und hielt sich während des Juli-Putsches 1934 bereit, nach Erfolg der Putschisten das Militärische Kommando in der Stadt Wien zu übernehmen. Ab 1937 stand er an der Spitze des 1936 gegründeten illegalen Nationalsozialistischen Soldatenringes (NSR).
Im März 1938 war er drei Tage lang Staatssekretär für Landesverteidigung im kurzlebigen Kabinett Seyß-Inquart. Seyß-Inquart berief ihn am 13. März 1938, einen Tag nach dem „Anschluss Österreichs“, in sein Amt und machte ihn zum Leiter des Ministeriums als Nachfolger von General der Infanterie Wilhelm Zehner, der einen Monat später, am 11. April 1938 in Wien unter mysteriösen Umständen ums Leben kam. In dieser Funktion hatte Angelis wesentlichen Einfluss an der Eingliederung des Österreichischen Bundesheeres in die deutsche Wehrmacht. Er war Mitglied der ominösen „Muffkommission“, – benannt nach dem deutschen Militärattaché Wolfgang Muff – die Material gegen Offiziere zusammentrug, die von den Nazis für „nicht tragbar“ erklärt werden sollten und Außerdienststellungen, Pensionierungen und Bezugskürzungen (wie zu Alfred Jansa oder Alois Windisch) bewirkte.
Nach seiner Beförderung zum Generalmajor am 13. März 1938 wurde er am 1. Juli 1938 in den Stab des Infanterie-Regiments 30 kommandiert, am 5. August 1938 erfolgte jedoch die Versetzung als Offizier z.V. zum Oberbefehlshaber des Heeres nach Jüterbog. Am 10. November 1938 wurde er Artilleriekommandeur XV in Jena und am 19. Juni 1939 in den Stab des Heeresgruppen-Kommandos 3 versetzt.

### Zweiter Weltkrieg
Beim Überfall auf Polen wurde Angelis Kommandeur der 76. Infanterie-Division, welche beim Westwall zum Einsatz kam. Diese Division wurde im Westfeldzug bei Verdun und Toul eingesetzt, am 1. August wurde Angelis zum Generalleutnant ernannt.
Beim Angriff auf die Sowjetunion führte er seine Division aus Rumänien gegen Jassy und Tiraspol über Krementschug nach Artemowsk. Am 26. Januar 1942 wurde er mit der Führung des XXXXIV. Armeekorps beauftragt, am 9. Februar 1942 erhielt er das Ritterkreuz des Eisernen Kreuzes und am 1. März 1942 wurde er General der Artillerie.
Als Kommandierender General führte er seine Soldaten beim Zweiten Teil der Sommeroffensive 1942 in den Westkaukasus bis kurz vor Tuapse. Über die Kampfhandlungen dort gab er Ernst Jünger ein Lagebild und dieser berichtet darüber in seinen Kaukasischen Aufzeichnungen. Im Jahr 1943 folgten Kämpfe um den Kuban-Brückenkopf und ab Oktober der Einsatz am südlichen Flügel der neu aufgestellten 6. Armee in der Südukraine, wo ihm für seine Führung am 12. November 1943 das Eichenlaub zum Ritterkreuz verliehen wurde. Vom 22. November bis zum 19. Dezember 1943 führte er in Vertretung von Karl-Adolf Hollidt die 6. Armee. Am 8. April 1944 wurde er erneut mit der Führung der 6. Armee beauftragt, die inzwischen bis zum Dnister zurückgedrängt worden war.
Vom 18. Juli 1944 bis zur Kapitulation war er als Nachfolger Franz Böhmes Oberbefehlshaber der 2. Panzerarmee in Jugoslawien. Er führte diese Armee über Belgrad, Südwestungarn und die südöstliche Steiermark nach Kärnten und in die Steiermark zurück.

### Nachkriegszeit
Ab 9. Mai 1945 war Angelis in US-amerikanischer Kriegsgefangenschaft geraten, wurde aber am 4. April 1946 in jugoslawische Gefangenschaft übergeben, wo er am 11. Oktober 1948 zu 20 Jahren Haft verurteilt worden ist. Kurz nach diesem Urteil erfolgte am 5. März 1949 zusammen mit Generalfeldmarschall Ewald von Kleist seine Auslieferung an die Sowjetunion. Dort wurde er auf Grundlage des Artikels 1 des 43. Erlasses des Präsidiums des Obersten Sowjets vom 19. April 1943 (Verbrechen deutsch-faschistischer Übeltäter gegen die sowjetische Zivilbevölkerung) im Februar 1952 zu zweimal 25 Jahren verurteilt. Hinzu kam eine Anklage auf Grundlage des Gesetzes Nr. 10 des Kontrollrates von Deutschland vom 20. Dezember 1945 (Verbrechen gegen den Frieden, Kriegsverbrechen, Verbrechen gegen die Menschlichkeit), welche seine NS-Vergangenheit im Vorfeld des Anschlusses 1938 behandelte.
Am 11. Oktober 1955 wurde Angelis nach dem Besuch von Konrad Adenauer in Moskau entlassen. Er blieb zunächst in Hannover, danach in München um einem österreichischen Haftbefehl zu entgehen. Erst nach einer Amnestie kehrte er nach Graz zurück. Da er keine österreichische Pension erhielt, fuhr er bis zu seinem Tode jeden Monat nach München, um dort seine deutsche Pension in Empfang zu nehmen. Er verstarb schließlich am 6. Dezember 1974 im Alter von 85 Jahren und wurde auf dem St.-Leonhard-Friedhof in Graz beigesetzt.

## Auszeichnungen
- Österreichisches Militärverdienstkreuz III. Klasse mit Kriegsdekoration und Schwertern mit Wiederholungsspange für zweimalige Verleihung
- Österreichische Militärverdienstmedaille in Bronze am Bande des Militärverdienstkreuzes mit Schwertern
- Österreichische Militärverdienstmedaille in Silber am Bande des Militärverdienstkreuzes mit Schwertern
- Karl-Truppenkreuz
- Österreichische Kriegserinnerungsmedaille mit Schwertern
- Ritterkreuz I. Klasse des österreichischen Verdienstordens (1936)[4]
- Eisernes Kreuz (1939) II. Klasse am 13. Mai 1940
- Eisernes Kreuz (1939) I. Klasse am 1. Juni 1940
- Militärorden Michael der Tapfere III. Klasse am 19. September 1941
- Medaille Winterschlacht im Osten 1941/42
- Ritterkreuz des Eisernen Kreuzes mit Eichenlaub[5]
  - Ritterkreuz am 9. Februar 1942
  - Eichenlaub am 12. November 1943 (323. Verleihung)